# Limnebius attalensis
Limnebius attalensis är en skalbaggsart som beskrevs av Manfred A. Jäch 1993. Limnebius attalensis ingår i släktet Limnebius och familjen vattenbrynsbaggar. Inga underarter finns listade i Catalogue of Life.